# Kopia promocyjna
Kopia promocyjna – kopia filmu fabularnego lub DVD (ang. screener) rozsyłana do krytyków filmowych, sklepów video (dla kierowników i pracowników) oraz innych specjalistów z branży filmowej, a także producentów i dystrybutorów, przed oficjalną premierą filmu (kinową lub DVD).
Kopia promocyjna zawiera wiele zabezpieczeń przed kopiowaniem i rozprowadzaniem. 
Najczęściej każdy wysyłany screener jest opatrzony indywidualnym oznaczeniem (np. znakami wodnymi na filmie) oraz napisami stwierdzającymi, że nie jest to film do rozpowszechniania i wszelkie próby jego powielania (kopiowania) i rozpowszechniania są zabronione i karane przez prawo. Zawiera także napisy stwierdzające, że jest on przeznaczony dla odpowiedniego grona odbiorców. Prawie zawsze pokazana jest też nazwa wytwórni filmowej np. napis "Property of Universal" itp.
Takie zabezpieczenia pozwalają na odnalezienie źródła do którego pierwotnie materiał miał trafić. Wiadomo dzięki temu skąd lub od kogo został on nielegalnie skopiowany i w razie jego upublicznienia w internecie łatwiej odnaleźć osobę rozpowszechniającą kopie. Dostępne w internecie kopie są oznaczane skrótami SCR, DVDSCR lub SCREENER.